# Barwoutswaarder (polder)
Barwoutswaarder is een historische polder in de omgeving van de Nederlandse stad Woerden (provincie Utrecht). De polder bestond uit de volgende kwartieren, die nog steeds hun naam geven aan wijken en gebouwen in Woerden en omgeving:
- Barwoutswaarder
- Kerverland
- Bekenes
- Bulwijk
- Kromwijk

Oorspronkelijk waterden deze polders hun water af op de Oude Rijn, maar omdat afwateren op de Hollandse IJssel goedkoper was, werd al voor het einde van de veertiende eeuw voor deze rivier gekozen. Door het verlanden van de Hollandse IJssel, moest in 1530 toch weer op de Oude Rijn worden afgewaterd, wat gezien de ligging vlak naast deze rivier ook logischer was.
Anno 2009 behoort de polder tot het Hoogheemraadschap De Stichtse Rijnlanden.